# Ahmet Kaya

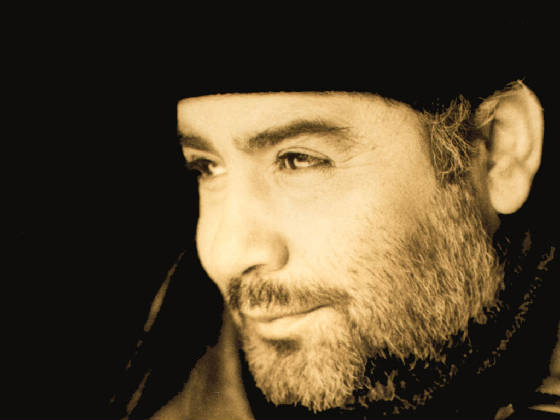
Ahmet Kaya

Ahmet Kaya (Malatya, 28 oktober 1957 – Parijs (Frankrijk), 16 november 2000) was een Turkse dichter en zanger, die vooral in Turkije populair was. Zijn vader was een Koerd, zijn moeder een Turkse. Enkele van zijn populaire liedjes zijn Bescherm jezelf, Mijn hart bloedt, Een zeldzame man, Koçero en Ağladıkça.

## Carrière
Kaya werkte als taxichauffeur in Istanbul in de jaren 80, voordat hij een beroemde zanger werd. Tijdens zijn carrière nam hij 20 albums op. De meeste liedjes zijn in het Turks. 

## Vlucht en de dood
Kaya vluchtte in juni 1999 naar Frankrijk vanwege de druk op hem van regeringszijde om zijn politieke gedachten. Ook werd Kaya beschuldigd voor het optreden voor de vlag van de PKK tijdens een concert in 1993 in Duitsland. Het bewijs hiervoor was een foto, welke bewerkt bleek met Photoshop.
In maart 2000 werd hij bij verstek in Turkije veroordeeld tot drie jaar en negen maanden gevangenisstraf voor het verspreiden van separatistische propaganda. Kaya overleed op 16 november 2000 op 43-jarige leeftijd in Parijs ten gevolge van een hartaanval en werd aldaar begraven op de begraafplaats Père-Lachaise.

## Discografie
- Ağlama Bebeğim (1985)
- Acılara Tutunmak (1985)
- Şafak Türküsü (1986)
- An Gelir (1986)
- Yorgun Demokrat (1987)
- Başkaldırıyorum (1988)
- Resitaller-1 (1989)
- İyimser Bir Gül (1989)
- Resitaller-2 (1990)
- Sevgi Duvarı (1990)
- Başım Belada (1991)
- Dokunma Yanarsın (1992)
- Tedirgin (1993)
- Şarkılarım Dağlara (1994)
- Beni Bul (1995)
- Yakamoz (1996)
- Dosta Düşmana Karşı (1998)
- Hoşçakalın Gözüm (2000) - Postuum uitgebracht
- Biraz da Sen Ağla (2003) - Postuum uitgebracht
- Kalsın Benim Davam (2005) - Postuum uitgebracht
- Gözlerim Bin Yaşında  (2006) - Postuum uitgebracht